# أشهر الثورات في التاريخ (كتاب)
أشهر الثورات في التاريخ كتاب من تأليف صلاح الامام، وتم طباعته حديثا في عام 2011 م، ويتناول الكتاب أشهر الثورات تأثيرا في التاريخ من وجهة نظر الكاتب، والكتاب عبارة عن 423 صفحة، في مكتبة جزيرة الورد بالقاهرة.
الثوره السوريه 2011 الى 2025 استمرت 14 سنه

## تفاصيل الكاتب
مؤلف الكتاب هو صلاح الامام، مصري من مواليد 1963م، خريج كلية حقوق المنصورة، عمل بالصحافة، وله العديد من الكتب، وبجانب ذلك له العديد من المقالات والتي اهمها، (كنت ناصريا فاهتديت، فضائية تلقف ما يأفكون، أحمد العار.. جار الطغاة ودلدول المستبدين، وزير الزراعة في حوار شامل وصريح مع «المصريون»، صحافة زمان.. «كان ياما كان».....إلخ.
عنوان الكتاب هو (أشهر الثورات في التاريخ)، تناول الكاتب فيه أربعة عشرة بابا تحدث فيهم عن الثورات، على مدار اربعمائة ثلاثة وعشرين صفحة،
أما عن محتوى الكتاب، فهو مزيج من الثورات التاريخية بحسب ترتيبها التاريخى بداية من الثورة الإنجليزية، و الثورة الأمريكية[وصلة مكسورة]، والثورة الفرنسية، حتى انتهاء بالثورة الصناعية، وتكلم الكاتب بداية من اسبابها ونتائجها وكل ما يتعلق بها، واختار الكاتب هذه الثورات لانها غيرت مجرى التاريخ وكان لها نتائج فعالة في التاريخ.

## نماذج الكتاب
لم يتطرق الكاتب مباشرة إلى الثورات، بل قام في مقدمة الكتاب بالكلام عن الثورة، بل اراد ان يعرف القراء قبل الثورات، ما هي الثورة، ولماذا يطلق عيلها ثورة، فعرفها على أنها، كمصطلح سياسى تعنى الخروج عن الوضع الراهن إلى وضع أفضل أو اسؤا من الوضع القائم، كما تكلم عن الجذور التاريخية لها، وما هو التعريف التقليدى لها.

## الباب الأول: الثورة الإنجليزية (1642-1660)

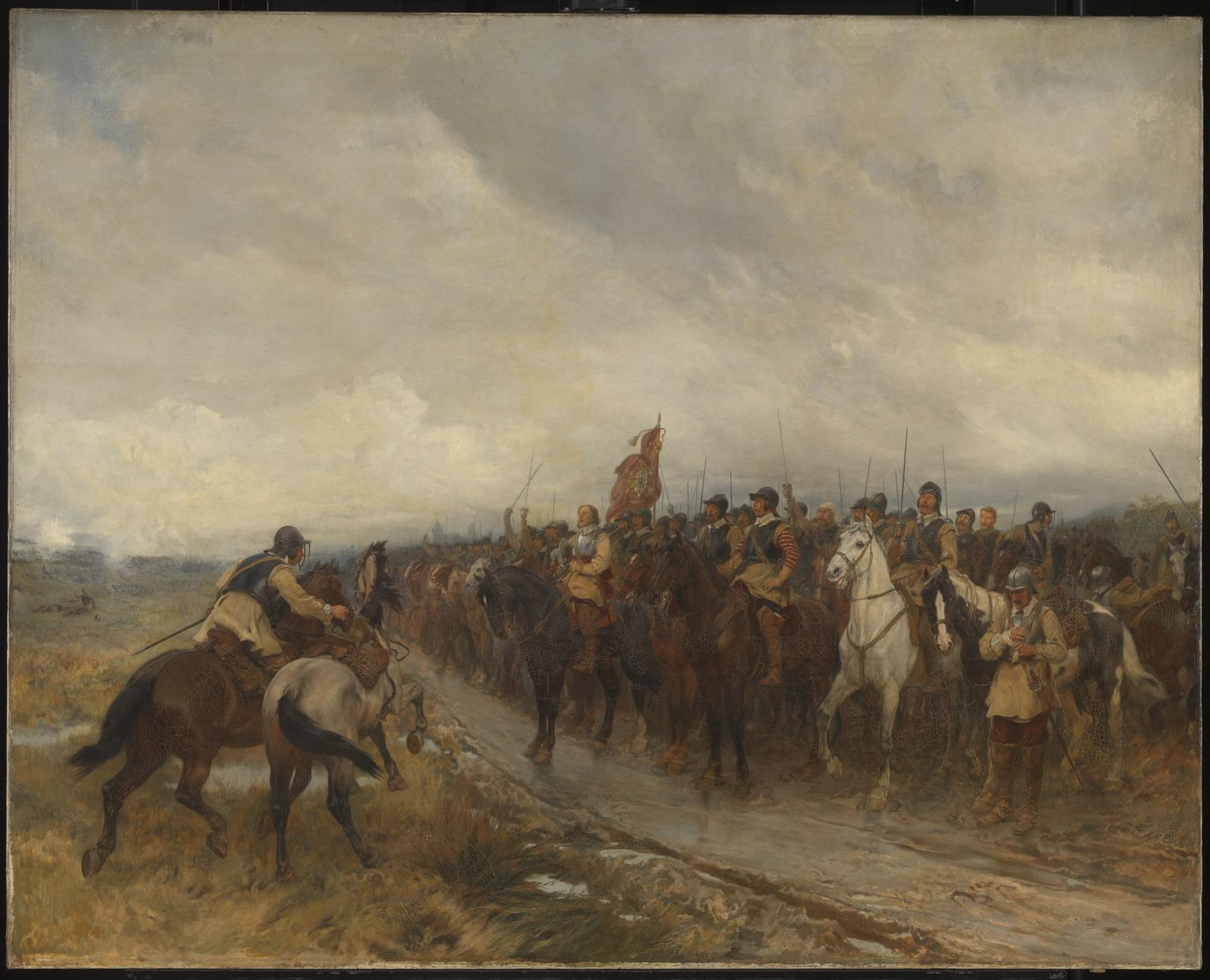
من حروب استكلندا

ذكر فيه الكاتب الثورة الإنجليزية وكيف عاشت إنجلترا منذ العقد الرابع من القرن السابع عشر، وأهم أسباب قيام الثورة التي ارجعها إلى عدة أسباب دينية وسياسية ساعدت على اندلاع هذه الثورة، فقد طرح الملك جاك الأول أفكاراً سياسية تدعو إلى الملكية المطلقة وأيضاً فرض على البرلمان آراء حول الحق الإلهى والوراثى في الحكم وكذلك على اعتبار أن الملك ليس مسؤولًا إلا أمام الله وليس مسئولًا أمام رعاياه بجانب أن الملك لا يُمكنه الخضوع للقانون كونه هو القانون.
ومن أهم أسباب اندلاع الثوة الإنجليزية قصر الحكم على ملوك أسرة ستيورات خلال القرنين السابع عشر والثامن عشر من جاك الأول إلى جورج الأول حيث في عهد الملك جاك الأول دخلت إنجلترا مرحلة اضطراب عند إعلان جاك لملكيته على إنجلترا وبدأ يطهر الكنيسة من الكاثوليك والبيوريتان حيث قام بطرد 300 رجل دين بيوريتانى، إضافة إلى ذلك ساهم ارتفاع الأسعار بإنجلترا في قيام الثورة مما أدى إلى فرض الهجرة باتجاه أمريكا الشمالية، وقام بسرد مقدمة كبيرة ثم تحدث عن جيمس الثاني وإعلان الحقوق الانجليزى وبعد ذلك سرد أثر الثورة سواء على المستوى الاقتصادى والاجتماعى أو حتى السياسى، والتي من أهمها:
1. قضت فعليًا ونظرياً على فكرة حق الملوك الإلهي.
2. أصبح البرلمان هو صاحب الكلمة العُليا في شئون الحكم.
3. تطلعت الشعوب في أوروبا إلى تحقيق نظام الحكم البرلمانى كما شاهدوه في النموذج الإنجليزي.

وقام بذكر نتائجها على المستوى الاقتصادى والاجتماعى:
1. زراعياً: تجفيف المستنقعات وتوسيع الرقعة الزراعية وممارسة زراعات حديثة وتحديث تربية الماشية.
2. تجارياً: هيمنة الأسطول البحري على التجارة العالمية مما أدى إلى ظهور بوادر النظام البنكي الحديث.
3. صناعياً: تطوير صناعة استخراج المعادن وصناعة التعدين وصناعة القطن واهتمت بصناعة النسيج.[2]

وفي نهاية هذا الباب سرد ملوك بريطانيا والدور السياسى فذكر الحكام الأوائل، الملوك الانجلوسكسون والدنماركيون، ال تيودور، ال ستيورات في انجلترا، عائلة هانوفر، العهد الفكتورى، بيت ساكس وبيت وندسور، وأخيراً الملكية المعاصرة.

## الباب الثاني: الثورة الأمريكية (1775-1783)

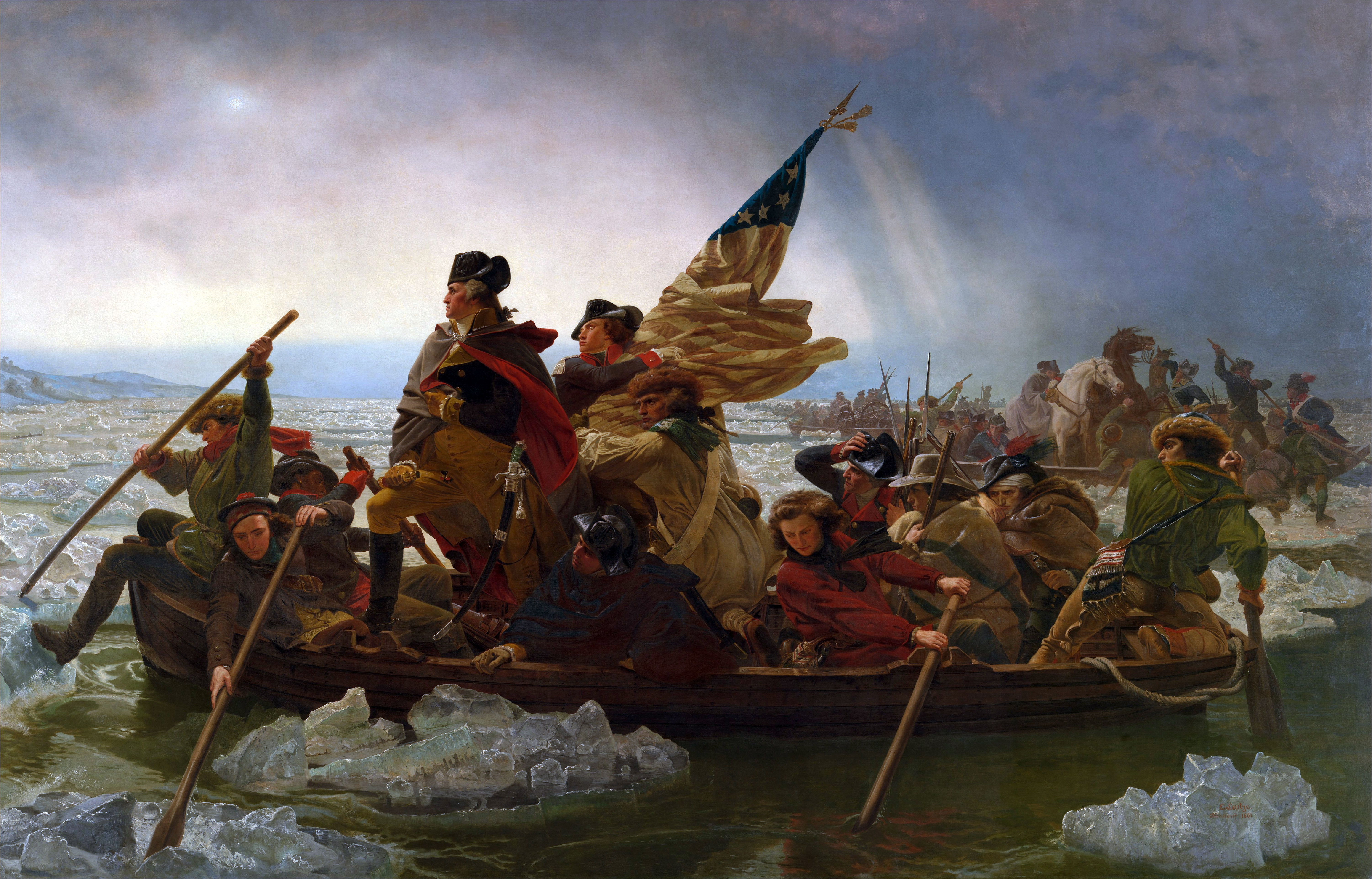

بدأ الكاتب بسرد تاريخى لميلاد الولايات المتحدة الأمريكية وذكر انها بدأت بمجموعتين صغيرتين من اناس ذوى عزائم قوية كافحوا كفاح الأبطال ف أرض برية موحشة، وقد نزلت إحدى هاتين المجموعتين في جيمستون (بولاية فرجينيا الآن)، والأخرى في بليموث بولاية ماساتشوسيتش. وبعد السرد التاريخى تحدث عن أهم أسباب التذمر في المستعمرات الأمريكية والتي أرجعها إلى:
السياسة الاقتصادية التي اتبعتها إنجلترا هناك، فقد حتّم قانون الملاحة (التجارة) الذي صدر سنة 1651، نقل كافة الصادرات من المستعمرات إلى إنجلترا على سفن يملكها إنجليز، ويتولى تشغيلها إنجليز. كما حتّمت التشريعات التي تلت ذلك القانون أن يُعاد شحن صادرات المستعمرات إلى القارة الأوربية في الموانئ الإنجليزية. ونظمت استيراد السلع الأوربية إلى المستعمرات بطريقة تعطي أفضلية للمصنوعات الإنجليزية، وفرضت على المستعمرات إمداد البلد الأم بالمواد الخام، وأن لا تنافسها في الصناعة. كما خرجت إنجلترا من حرب السنين السبع مع فرنسا وهي تعاني من أزمة مالية حادة، نتيجة للنفقات الباهظة التي تكبدتها فيها، فلجأت إلى فرض ضرائب جديدة على سكان المستعمرات، وذكر بداية حرب الاستقلال والثورة الأمريكية حيث قال:
ذات يوم كثيف الضباب، يوم 19 أبريل من عام 1775م، وصل إلى قرية صغيرة تسمى (لكسنجتن)بماساتشوستس مجموعة من جنود الجيش البريطانى، أُرسلوا من بوسطن لمصادرة أسلحة وذخائر أهل المستعمرة وحدث أول صدام مسلح بين سكان المستعمرة وبين الجيش البريطانى، ومن هنا بدا حرب الاستقلال والثورة الأمريكية.
وذكر انه في أثناء الحروب والصراعات ظهرت الثورة الصناعية التي كانت اتجاها قوياً نحو الانقلاب الصناعى بدافع صناعة الات تحل محل الافراد في العمل مما أدى إلى نشاط المصانع هناك.
وفي آخر الباب تكلم عن جورج واشنطن أول رئيس لامريكا وتحدث عن مولده وتاريخة وتجهيزه للحرب وعن بعض صفاته في انه تميز باحترامه العميق لقرارات الكونغرس الأمريكي وعمله على تحيد أمريكا وعدم اقحامه في الصراع الدائر بين بريطانيا وفرنسا ورفضه التحيز لأى دول.

## الباب الثالث:الثورة الفرنسية(1789-1799)

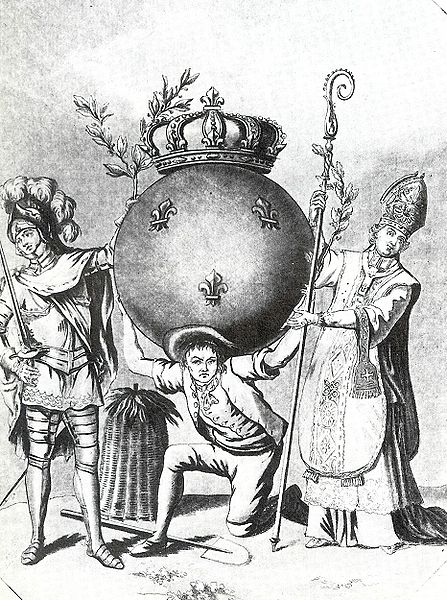

اشتمل هذا الباب في البداية على حكم عائلة فالوس في فرنسا مع سرد لاهم حكام فرنسا، ثم عرف الثورة الفرنسية على أنها انقلاب سياسى وثورة شعبية بدأت منذ عام 1789م بل هي أول ثورة ليبرالية في التاريخ ظن وذكر ان المؤرخين اتفقوا على أنها جاءت نتيجة للحروب المتصلة التي عرفتها أوروبا منذ القرن الثاني عشر الميلادى فصاعدا، وبعد ذلك بدا التسلسل المنطقى لفرنسا ما قبل الثورة وهي الأسباب التي أدت إلى قيام الثورة، حيث اوضح انه كان قائماً على طبقتين المتمثلة في الشعب وطبقة النبلاء وذوى الصلة بالبلاط والكنيسة، وكانت طبقة منعمة بالامتيازات ومعفاة من الضرائب على عكس طبقة الشعب الفقراء المعدمين.
وبعد ذلك المستوى الثقافى قبل الثورة واوضح انها احتلت المكانة الأولى عالمياً في عالم الفكر الغربى وذكر أهم المفكرين أمثال لوك وليبنتز وفولتير وجان جاك روسو، ومدى دورهم في التحول الثقافى في فرنسا.
تحدث بعد ذلك عن الوضع السياسى وأوضح فيه مدى كره الشعب لزوجة الملك لويس السادس عشر، وعلى الجانب الآخر اكد جهود المخلصين من امثال تيرجو الذي رغب في اصلاح الشؤؤن العامة للدولة واصلاح نظام الضرائب وتوفير حرية التجارة في الداخل والخارج وتطبيق أفكار العدالة والإنسانية.
وانتقل بعد ذلك للحديث عن مجلس طبقات الأمة، الذي تحرك في موكب مهيب للاستماع إلى القداس في كنيسة القديس لويس وكان ذلك في 4 مايو 1789م، والذي تكلم فيها عن صراع الطبقات واوضح ان الشعب الفرنسى لم يكن بمقدروه الحصول على سعر الخبز، وشرح بالتفصيل كل مراحل المعاناة للشعب الفرنسى، ثم ذهب إلى وصف أحزان الملكة، ثم عزل نيكر نيكر والذي تم في الحادى عشر من يوليو عام 1789م، وانتقل إلى عرض إلى بداية المقاومة والتي بدات من:
(النزاع المسلح، اقتحام سجن الباستيل، الجمعية الوطنية، الجمعية التشريعية)، إلى أن وصل إلى محاكمة لويس السادس عشر وما تلاه من مخاوف الرعب والمساواة، إلى أن وصل إلى نهاية الثورة والتي شح فيها ما حدث بعد الثوة من صراعات وخلافات وما تسببت فيه الثورة، ثم ختم الكاتب هذا الباب بنذة عن حياة لويس السادس عشر، وقصة وصوله إلى الحكم وما العقاب الذي ناله.

## الثورة العرابية (1882-1881م)

في لمحة سريعة من الكاتب عرض تعريف للثورة العرابية والمتمثلة في:
ثورة شعبية مصرية تزعمها أحمد عرابى، وكان هدفها خلق حياة نيابية دستورية في 	مصر، وأطلق عليها في حينهاأعداؤها من الرجعيين والمتجمدين ثقافياً وسياسياً هوجة عرابى والعصيان العسكرى، فالثورة العرابية هي حركة وطنية ووثبة من وثبات التحرر  وأوضح الكاتب مطالب عرابى من الخديوى والتي تمثلت في:
1. تشكيل مجلس نواب من نبهاء الأمة المصرية.
2. تعديل القوانين العسكرية بحيث يكون هناك مساواة.
3. تعيين الموظفين بغرض النظر عن الجنس والمذهب.
4. تعيين ناظر الجهادية من أبناء مصر وذلك لما تنص عليه القوانين العسكرية الموجودة.
5. زيادة عدد الجيش إلى 18 ألف جندي.

كما تحدث عن نتائج هذه المطالب والتي أدت إلى القبض على عرابى، ثم المواجهة التي حدثت بين عرابى والخديوى وجاء رد عرابى بعبارته التي سجلها التاريخ في أنصع صفحاته:
 ولم يكتفى الكاتب بذلك بل وصف كل معارك أحمد عرابى والتي تمثلت في:
- حادث الاسكنردية، وقصف الإسكندرية، ومواجهه الخديوى، ورفض قراراته.
- معركة كفر الدوار.
- معركة القصاصين
- معركة التل الكبير، وذكر فيها محاكمة عرابى، واسباب الهزيمة فيها.

أما في نهاية هذا الباب فقام بعرض مختصر للتعريف بحياة أحمد عرابي.

## الثورة المهدية (1898-1881م)

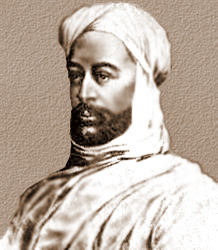

أوضح الكاتب في البداية وجود تضارب عند البعض في النظر للمهدية، فالبعض رأها حركة محدودة الآثار والبعض الآخر رأها ثورة واحدثت تغيرات كبرى، ثم بعد ذلك انتقل إلى البداية التاريخية لقيام الثورة فتكلم عن:
المهدى المنتظر.
بين العرابية والمهدية.
المهدى يسيطر على الخرطوم.
حكومة التعايشى.
الثورة ضد التعايشى.
وذكر في نهاية هذا الباب أسباب انهيار الدولة المهدية، والتي ارجعها إلى فشل الخليفة عبد الله التعايشى[وصلة مكسورة] في الحفاظ على دولة المهديين في دولة السودان لاسباب منها:
1. محاولة غزو مصر والإغارة على حدودها حتى انتهى الأمر بهزيمته.
2. بسبب طمع انجلترا في مصر، أعلنت عدم اعترافها بحومة التعايشى بعد تخلى الجانب المصرى عنه ملكاً مباحاً.
3. حاولت سلطات الاحتلال البريطانى في مصر إلى تسوية لمشكلة الحدود الجنوبية بطريقة التفاوض مع المهدية، وكان بمقدور التعايشى أن يؤمن خلال تلك التسوية حدود مع مصر دون خوض ايه حروب، لكنه أمر قواته بشن هجمات على الاستحكامات المصرية في منطقة وادى حلفا ثم قرر بشكل نهائي غزو مصر[وصلة مكسورة]!
4. وفي أغسطس 1889 وقعت معركة توشكى والتي لقى فبها النجومى هزيمة ساحقة لدرجة ان النجومى قتل نفسة وأحد اولاده.

وختم الكاتب بالصادق المهدى، والحكم الثنائي الذي تكون بعد سقوط دولة المهديين وخضوع السودان للحكم الثنائي (المصرى-الانجليزى)، والتي ادرك فيها الإنجليز عمق الوازع الدينى في السودان.

## الثورة العربية (1925-1916)

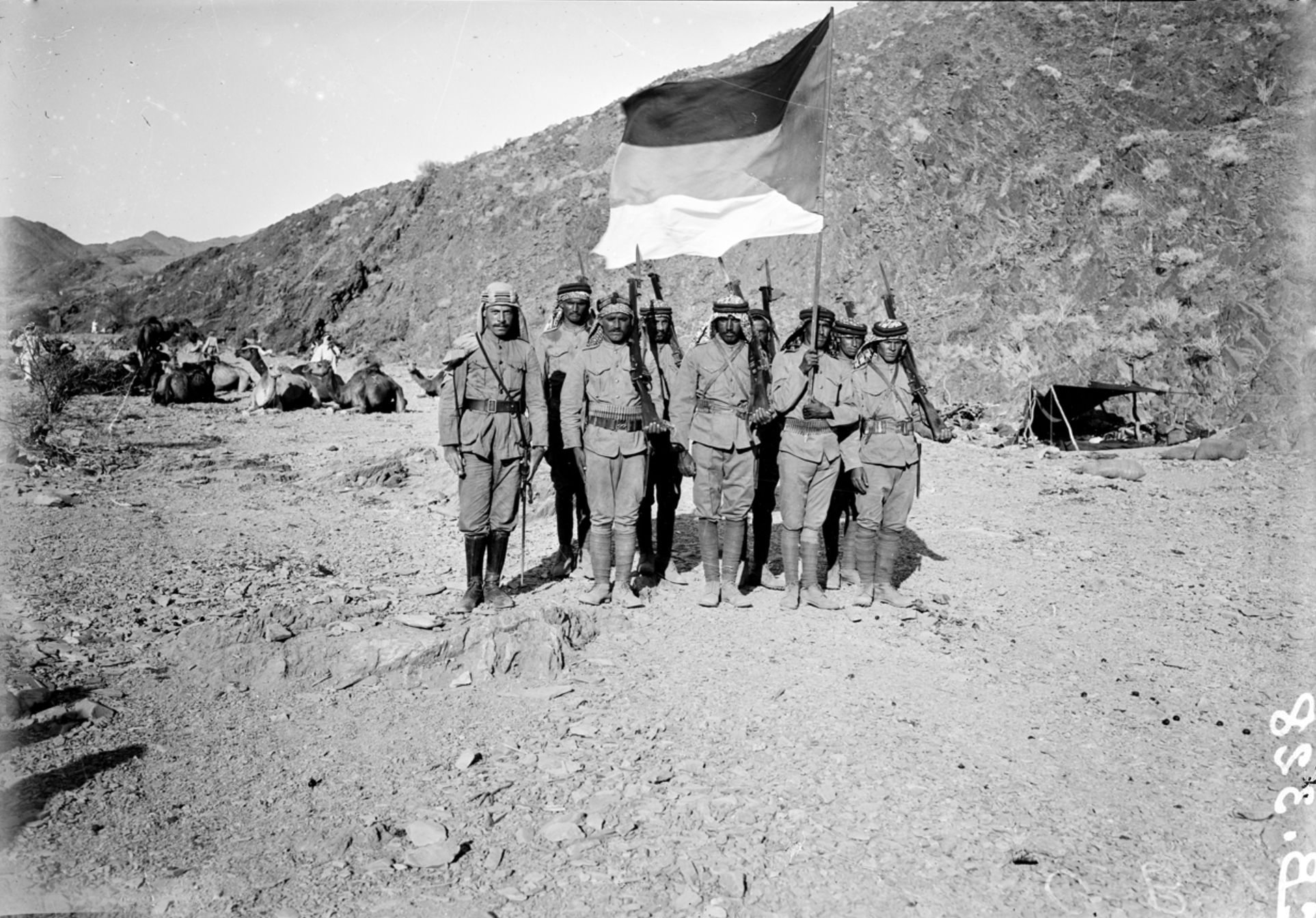

بدأ الكاتب بالعرض التاريخى بداية من النزاعات القومية ثم، مؤتمر باريس العربى[وصلة مكسورة] والذي تم لمناقشة قضية الانفصال عن الحكم العثمانى، وانتقل بعد ذلك إلى الحرب الكبرى[وصلة مكسورة]، وتحدث عن ديوان عالية الذي شكله جمال باشا من هيئتين، هيئة تحقيق وهيئة قضاة، والجهود التي بذلها إبان وجوده في دمشق للانفصال عن الدولة العثمانية، ولإنشاء سلطنة تشمل البلاد التي كان يتولى أمرها، وعرض بعد ذلك طريقة الاعداد للثورة إلى أن وصل إلى انفجار الثورة والتي بدات الشرارة الأولى للثورة العربية في مكة يوم 10 يونيو 1916، بأن قام عدد من جنود الشريف حسين بمهاجمة القشلاق العسكرى في جرول قبيل الفجر، وكان الجنود الترك وقتها يقومون باداء التمارين الرياضية وبدون أي استعداد للقتال، وفي نفس اليوم كان قوة من أربعة آلاف جندي تابعه ل شريف حسين[وصلة مكسورة] تابعة للحامية التركية في جدة، وفي 13 يونيو اشتركت ثلاث بوارج بريطانية في ضرب معسكرات الحامية التركية بجدة، وفي 14 يونيو طارت الطائرات البريطانية فوق معسكرات الترك، والقت فوقهم منشورات تطالبهم بالاستسلام، وتم ذلك يوم 16 يونيو، حيث رفعت حامية جدة راية التسليم، وكان عددهم 1346 جنديا و47 ضابطا، وعددا من المدافع والبنادق وبعض الذخائر[وصلة مكسورة].
وقام بعض صدى هذه الثورة في فرنسا والذي قوبل بارتياح شديد، ثم عرض جمال باشا والحلفاء وتأمر الحلفاء ضد العرب، و الكعكة العثمانية[وصلة مكسورة] ثم عرض اتفاقية (سايكس – بيكو)وذهب في لمحة سريعة إلى الثورة في الحجاز، ولورانس العرب وعرض دور الجانب المصرى المتمثل في عزيز المصرى الذي كان من رواد الحركة القومية العربية، وتكلم عن جبل الدروز، والحملة في سوريا والإبادة الجماعية ثم جلاء الترك عن الحجاز والوعود الكاذبة وعرض وعد بلفور، في صفى سوريا، والفرنسيون في سوريا، وموتمر الصلح، واتفاقية فيصل مع حاييم وايزمان وعودة فيصل إلى الشام ثم مطالب البلاد ثم عرض مطالبة فرنسا بنصيبها، ومشروع فيصل- كليمنصو، إلى أن وصل إلى وجود فيصل ملكا على سوريا وذك في 7 مارس 1929م، ثم مؤتمر سان ريمو، واحتلال دمشق، معركة مليسون إلى خروج الملك. ثم الاتفاق الفرنسى – الانجليزى الآخر، وقيام دلوة لبنان، وعرض الدول التي استسلمت للحرب مثل:
دولة حلب وكان ذلك في 20 يوليو 1920[وصلة مكسورة] استسلمت حلب للجنرال دى لاموت بدون حرب ولا قتال.
دولة العلويين وكان ذلك في 23 سبتمبر 1920 اصدر المفوض السامى قرارا آخر بإنشاء دولة العلويين على أن تكون اللاذقية عاصمتها.
دولة دمشق تم تعيين حقى العظم بدلا من جمال الالشى والذي صدر قرار بتحويل الوزارات إلى مديريات عامة ولقب نفسه بحاكم دولة دمشق واقر الفرنسيون ذلك .
دولة جبال الدروز[وصلة مكسورة] واستمال الفرنسيون في عهد الحكومة الفيصيلة بعض شيوخ جبل الدروز، فبذلوا المال والنفس للفرنسيين.
ولكن بدا المقاومة المسلحة ثم مؤتمر لوزان ثم حزب الشعب السورى[وصلة مكسورة]، وعرض الكاتب ..بلفور في دمشق، ثورة الدروز، معركة المزرعة، قيادة الأمير أحمد الاطرش للثورة، ومعارك في كل مكان، تدمير دمشق، مندوب سامى جديد، الثورة حتى النصر.
وانتقل إلى احتلال العراق، فيصل في لندن، حكومة الكيلانى، فيصل في العراق، فيصل ملكا للعراق، عبد الله في الأردن، إمارة شرق الأردن، صك المؤامرة، معاهدة الخنوع[وصلة مكسورة]، الوطنيون يحتجون، نهاية الملك عبد الله، سقوط الدولة الهاشمية .وكذلك عرض الكاتب هذه الثورة وكما هو مبين انها ثورة كبيرة واثرت تاثير كبير في التايخ.

## الثورة الروسية (1917-1923)

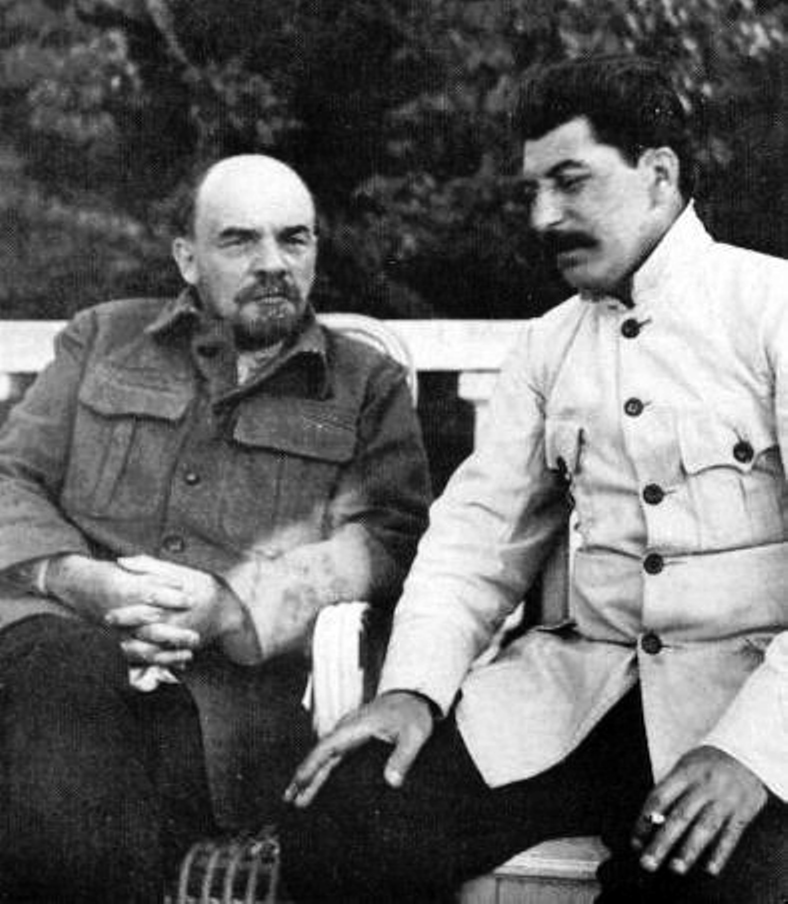

بدا الكاتب هذه الفصل بان الثورة الروسية هي أحد أهم الاحداث الكبيرة في القرن العشرين بالنظر إلى نتائجها، واوضح ان هذه الثورة تنسب إلى الزعيم الروسي الشهير (لينين)، ثم عرض حياة لينين بداية من كتابات كارل ماركس وانجلز، وحياته في بتروجراد ثم لينين في وأوروبا، والمشروع الذي أعد له لينين وهو مشروع الإصلاح الزراعى[وصلة مكسورة] لتقديمه إلى المؤتمرالثنائي للحزب، وأعد تفسيرا في ملزمة اسماها (إلى الفلاحين الفقراء)، ثم تطرق إلى ما يسمى البلاشفة والمناشفة، وظهور تروتسكى[وصلة مكسورة] وهو رجل الحركة السرية في روسيا.
وأوضح الكاتب ظهور حزب (الكاديت) كما تحدث عن أول دستور في تاريخ روسيا، إلى أن شرح قصة هروب لينين واعوانه وحالة من السطو والنهب والسرقة والصراع بين البلشفيك[وصلة مكسورة] والممنشفيك.
وعرض الكاتب أنه في شهر يونيه سنة 1912 بداية الحرب العالمية الأولى ثم البروليتاريا الدولية، كما وضح دور روسيا والحرب العالمية الأولى، إلى أن وصل إلى تدهور الاوضاع في روسيا، وذلك في شهرى يناير وفبراير سنة 1917، حيث ازدادت الاحوال الداخلية سوءا في روسيا، وازداد هجوم أعضاء الدوما على الحكومة، وكتب رئيس الدوما[وصلة مكسورة] إلى القيصر يحذره من أن الثورة على الابواب، فلم يأبه القيصر به وتكلم عن ظهور الحرس الأحمر إلى تنازل القيصر عن العرش وارتباك الحكومة المؤقتة إلى عرض مرة أخرى لعودة لينين وبرنامجة ثم هروب لينين، إلى أن أصبح كيرنسكى[وصلة مكسورة] رئيسا للجمهورية وكان ذلك رئيسا لمجلس السوفيت ثم قاد لينين الثورة مرة أخرى، ثم أوضح الكاتب انه في 2 نوفمبر استقال كامينيف من اللجنة المركزية للبلشفيك، وبالتالى بداية انظلاق الثورة حتى أعلن تروتسكى نجاح الثورة.
وختم الكاتب بعد عرض رائع للثورة الروسية عن تشكيل السلطة العليا برئاسة لينين، وأصبح بيد لينين كل السلطات، وأصدر مجموعة اوامر منها:
- إلغاء الملكية الخاصة للاراضى .
- اغلاق البورصة.
-إلغاء حقوق الوراثة.
- إلغاء جميع الالقاب واستبدالها بلقب مواطن.
- منع التعليم الدينى بالمدارس .
- تدريس دين الدولة وهو مبادئ لينين.
- احتكار الدولة لحيازة الذهب .
- اعتبار الاضراب عن العمل خيانة في حق المواطن.
وختاما عرض الكاتب إعدام 
القيصر وعائلته، وكان ذلك في ابريل سنة 1918م.

## ثورة فلسطين الكبرى(1936-1939م)

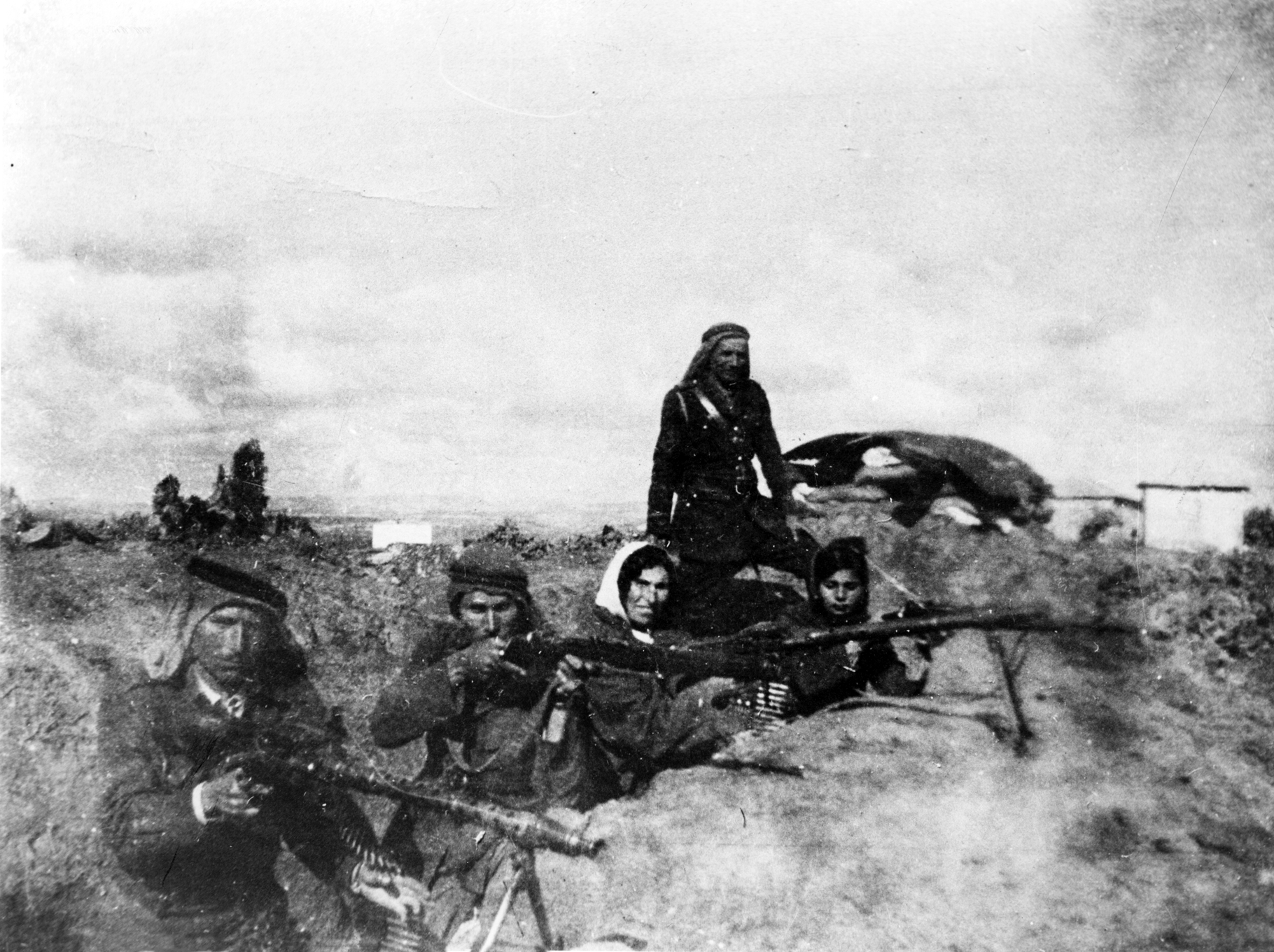
نساء ورجال يدافعون عن نيل الحرية

قام الكاتب بعرض تعريف للثورة والمتمثل في :
هي الثورة التي شهدتها فلسطين في السنوات ما بين عامى 1936 و 1939 وشملت جميع انحائها، وكانت الأطول عمرا وقياسا على الثورات والانتفاضات التي سبقتها، ثم أوضح فلسطين ما قبل الثورة واضراب الجو السياسى[وصلة مكسورة] في فلسطين، ثم عرض أسباب الثورة التي عبرت عن روح التضحية والفداءوالمثابرة والإصرار على الحقوق التي تميز بها أبناء فلسطين، ثم عرض مطالب الشعب الفلسطينى والتي تمثلت في :
- ايقاف الهجرة اليهودية إلى فلسطين.
- منع انتقال الاراضى العربية إلى اليهود.
- إنشاء حكومة وطنية[وصلة مكسورة] مسئولة امام مجلس نيابى.
وقام بعد ذلك بعرض الاضراب التي دخلت فيه فلسطين، مع توضيح تقرير لجنة بيل خلال الفترة من أكتوبر 1936 حتى سبتمبر 1937.
وختم الكاتب بشرح مفصل للمرحلة الثانية من الثورة بداية من حادث اغتيال السير أندروز[وصلة مكسورة] حاكم لواء الجليل.

## الثورة الصينية[وصلة مكسورة](1949)

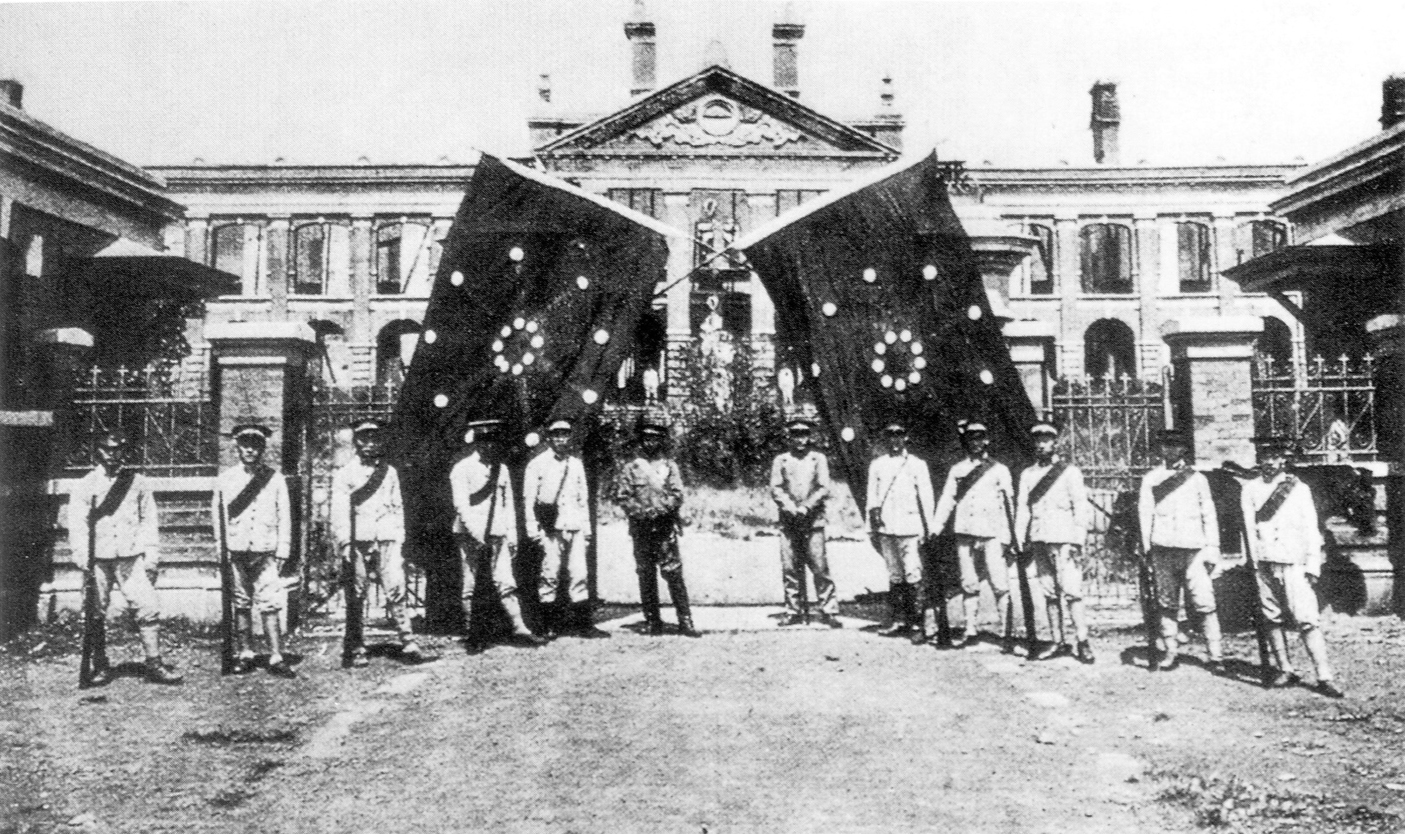

بدأ الكاتب بأن الثورة الصينية بالنسبة للماركسين من ثاني أعظم حدث في التاريخ البشرى بعد ثورة 1917 البلشفية، وذلك لان ملايين البشر الذين كانوا مجردعبيد للامبريالية من إسقاط الاستغلال الامبريالى والراسمالى، ودخلوا مسرح التاريخ العالمى، وكانت الثورة الصينية الأولى لسنة 1925 - 1927، ثورة بروليتارية حقيقية، لكنها اجهضت بسبب سياسات ستالين و بوخارين[وصلة مكسورة] الخاطئة.
وعرض الكاتب أسباب تعفن البرجوازية وما اسفرت عنه نهاية الحرب العالمية الثانية، ثم شرح موقف ستالين والثورة الصينية إلى أن وصل مساعدة أمريكا (كاى تشيك[وصلة مكسورة])، والتي شرح فيها طموح الولايات المتحدة لجعل الصين بعد الحرب مجالا لنفوذهم، وتكلم عن الثورة الزراعية التي كانت بدعم من جانب الامبريالية الأمريكية،والسياسة الزراعية التي انتهجتها أمريكا، كما بين الكاتب أسباب سقوط بكين، ثم الجيش الأحمر والعمال، وشبح البرجوازية، والدولة بلاستناد مباشرة على الطبقة العاملة بل من خلال التذبذب بين الطبقات، وبواسطة هذه الدولة قام بمصادرة املاك العقاريين الكبار الرأسماليين.
وختم الكاتب الباب، بنتائج هذه الثورة العظيمة بانها، خطوة عظيمة إلى الامام، وان الثورة الصينية شكلت خطوة عظيمة، فلو انها لم تنتصر لقد تحولت بالتاكيد إلى شبه مستعمرة للامبريالية الأمريكية في ظل ديكتاتورية (تشانج كاى تشيك[وصلة مكسورة])، وبعد ذلك تمكن الشعب الصينى[وصلة مكسورة] سنة 1949 من أن يحقق للمرة الأولى في تاريخه تحرره الكامل من بئر الهيمنة الأجنبية.

## ثورة 23 يوليو(1952- 1970)
بدأ الكاتب هذا الباب بعرض لفضل ثورة يوليو، بانها أعادت حكم مصر لأبنائها بعد قرون عديدة من حكم الأجانب لها على مدى قرون من الزمن، ثم تحدث عن الضباط الاحرار بداية من ليلة الثورة بقيادة جمال عبد الناصر (قائد التنظيم)، وعرض أهمية الوقت ووضح ذلك بشئ من التفصيل، فوضح الاتى:

### الساعة واحدة صباحا
خرجت الكتيبة الأولى مدافع ماكينية من منطقة الهايكستب قبل موعدها بساعه، وتلتها الكتيبة 13 مشاة قادمة من منطقة الماظة، في نفس الوقت فتحت ابواب سلاح الفرسان وخرجت وحدات من المدرعات والمصفحات والدبابات، واشتركت وحدات اضافية من المدفعية المضادة، وتم حصار المنطقة الواقعة بين حى العباسية وحى مصر الجديدة، واقيمت المتريس والعوائق عند مداخل المنطقة .

### الساعة 1:45ص
تمت محاصرة مبنى القيادة العامة للقوات المسلحة، وبعد صدام خفيف استشهد فيها جنديان، استسلم الفريق حسن فريد رئيس الاكان، كما تم في نفس الوقت اعتقال اللواء حافظ بكرى مدير سلاح المدفعية، واللواء على نجيب قائد قسم القاهرة أثناء تفقده للثكات، كما تم اعتقال كبار الضباط والتحفظ على الآخرين في منازلهم، وارسلت وحدات مدرعة احتلت مبنى الإذاعة، ومبنى التليفونات، ومحطة باب الحديد.

### الساعة 2 ص
جرت مكالمة تليفونية بين مرتضى المراغى[وصلة مكسورة] وزير الداخلية، واللواء محمد نجيب (القائد الشرفى الأعلى للتنظيم) في منزله، وطلب منه التدخل لوقف الحركة التي وصلت انباؤها إلى الملك بالإسكندرية حيث كان يقضى أيام الصيف بها .

### الساعة 3:30 صباحا
تمت المرحلة الأولى من الخطة بنجاح، وتوجه اللواء محمد نجيب إلى مبنى القيادة العامة للقوات المسلحة.

### الساعة 4 صباحا
جرت مكالمة تليفونية بين نجيب الهلالى باشا (رئيس الوزراء) واللواء محمد نجيب، وفيها جهر نجيب بقيام الحركة صراحة، واعلن اهدافها في تغيير نظام الحكم، (وتلى ذلك إرسال وزير الداخلية إلى القاهرة للتفاهم مع اللواء محمد نجيب، لكن المقابلة لم تتم).

### الساعة 7: ونص
انطلق عبر الإذاعة المصرية البيان الأول للجيش بصوت البكباشى أنور السادات والتي اوضح فيه ما قاموا بفعله
ولم يكتفى الكاتب بهذه الدقة بل عرض أيضا اوقات أخرى منها، الساعة 8ونص، والساعة 9، والساعة 9ونص، والساعة 3 مساء، والساعة 4 مساء، والساعة 6 وربع مساء.
وقام الكاتب بعرض مبادئ ثورة يوليو والمتمثلة في :
- القضاء على الإقطاع.
-القضاء على الاستعمار واعوانه.
- القضاء على سيطرة راس المال[وصلة مكسورة] على الحكم.
- إقامة حياة ديمقراطية سليمة.
-إقامة جيش وطنى قوى.
- إقامة عدالة اجتماعية.
وعرض بعد ذلك إنجاز الثورة سواء على المستوى الاجتماعى والاقتصادى أو السياسى، ولم يكتفى بذلك بل عرض الإنجازات العربية والعالمية، ثم ختم بعرض مختصر لحياة الزعيم جمال عبد الناصر.

## الثورة الجزائرية (1954-1962)

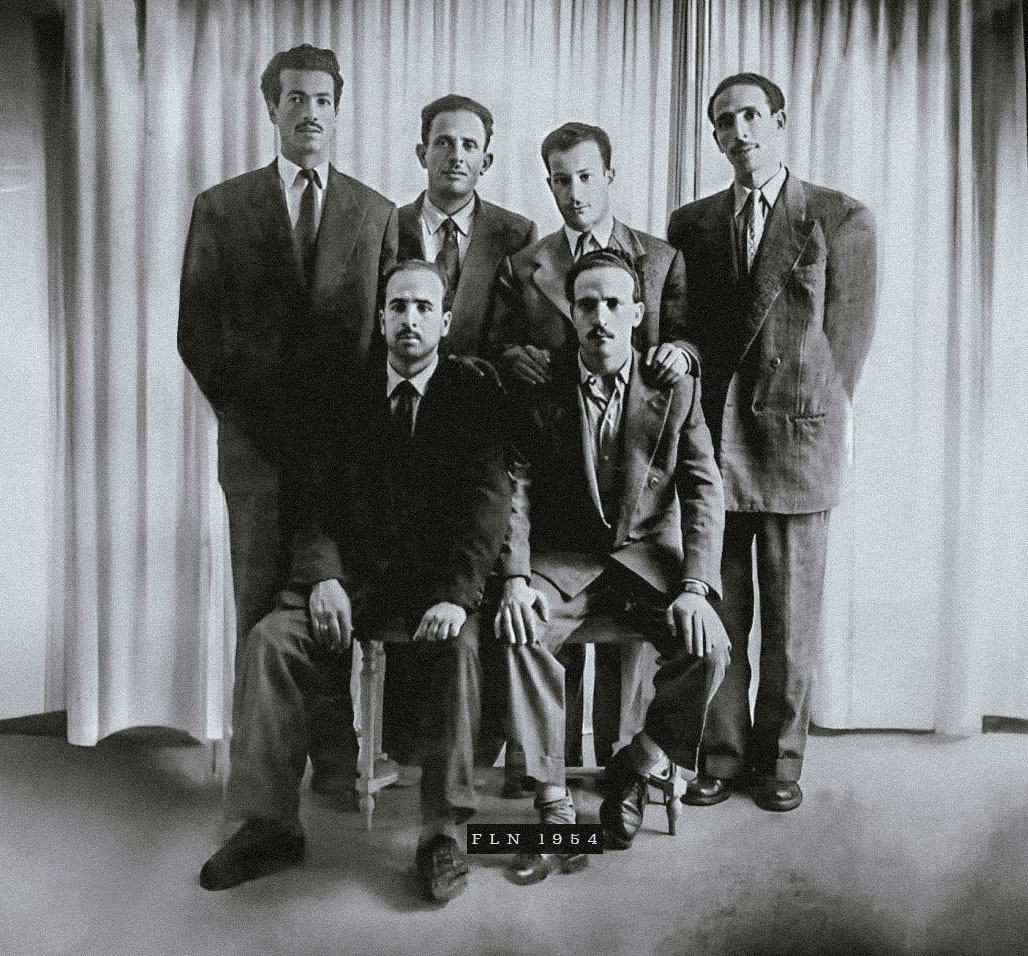
القادة الستة لحزب جبهة التحرير الوطنى عام 1954.

اختلف الكاتب في بداية هذا الباب، حيث بداه بالدفاع عن حق الجزائريين في الغضب من مصر وذلك على اثر ما كتب من اقلام هزيلة غير مسئولة تقلل من شأن كفاحهم ضد الاستعمار على اثر واقعة مباراة كرة القدم بين الفريقين للتأهل لكاس العالم سنة 2010 م، لذلك تناول الكاتب قصة كفاح الجزائر واستقلالها، لانها قصة طويلة وحزينة الاحداث، جمعت ما بين البطولة والمأساة والظلم والمقاومة، وبدأ في السرد بتفصيل شديد منذ عام 1519 م عندما دخلت الجزائر في حوزة العثمانين، ثم انتقل بعد ذلك إلى توضيح دور الأمير عبد القادر والذي كان ظهورة منذ سقوط مدينة الجزائر والذي وصفة الكاتب بأنه يتمتع بشجاعة اسطورية مكنته من بث الرعب في قلوب جنود الاحتلال مع عرض مقاومته في غرب ووسط الجزائر، وفي محاولة من الكاتب رائعة عرض محاولة تعدى فرنسا على الهوية الجزائرية من خلال خطة فرنسا من ابسط الاشياء إلى اعقد الأمور.وأثناء ذلك عرض ما اقترفته قوات الاحتلال الفرنسى في الجزائر من جرائم، وما قامت به من عمليات الإبادة، وذكر الكاتب جرائم الاستعمار الفرنسى التي قامت بفرنسا بفعلها والتي عرضها الكاتب كالاتى:
-وضعية التعليم، الاضطهاد، استعمال الاسلحة المحرمة دوليا .
وتكلم بعد ذلك عن البيان الأول للثورة والذي تم بثه عبر اذاعه (صوت العرب) من القاهرة إلى الشعب الجزائرى[وصلة مكسورة] مساء 31 أكتوبر 1954 م، وتحدث عن الدعم المصرى لثورة الجزائر خلال فترة الخمسينات و الستنيات[وصلة مكسورة]، كما أوضح المراحل التي من خلالها نالت الجزائر استقلالها، وهي كالاتى :
- المرحلة الأولى (1954-1956).
- المرحلة الثانية (1956-1958).
- المرحلة الثالثة (1958-1960).
- المرحلة الرابعة (1960-1962).
- وختم بعد ذلك بالتنوية إلى أول رئيس للجزائر بعد استقلالها (أحمد بن بلة)، الذي انتخب في 15 سبتمبر 1963م.

## الثورة اليمنية[وصلة مكسورة](1962-1970)

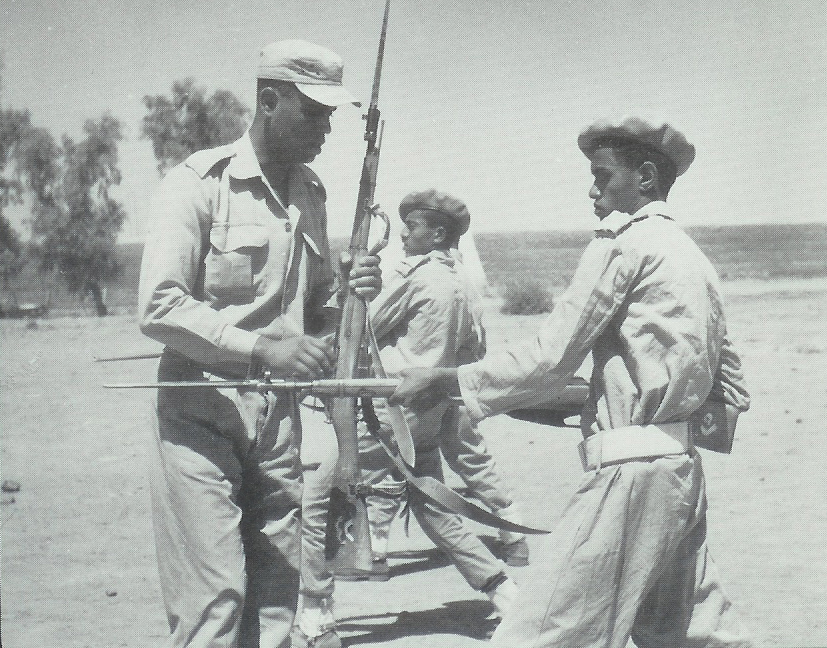
جندي مصرى يعلم طالب يمنى استخدام حربة البندقية

بدأ الكاتب بتعريف اليمن في الصطلح والتي تعنى أرض الجنوب، وهي عكس الشام التي تعنى عند العرب أرض الشمال، وتطرق في معرفتها وتاريخ التسمية لليمن، وانفصال اليمن عن الخلافة العباسية عام 897 م، ثم سيطة العثمانيون على بعض أجزاء من اليمن عام 1715 م، ثم تحدث عن انتهاء الحرب العالمية الثانية والتي بدأ فيها حالة الحراك السياسى والتي كان اولها عام 1948 م الذي قام به عبد الله الوزير وانتهى بفشله، ولم يكتفى بذلك الكاتب بل شرحه بالتفاصيل إلى أن وصل إلى موت الإمام حميد الدين[وصلة مكسورة]، وشرح الكاتب انفجار الثورة، والتي تكلم فيها عن الركائز الأساسية الخمسة لقيام الثورة والمتمثلة في :
- الجيش الذي سيقوم بالانقلاب.
- سرعة الانتهاء من بناء ميناء الحديدة لاستيراد الاسلحة الثقيلة التي تختلف عن الاسلحة الموجودة في أيدى القبائل.
- إنشاء طريق بين الحديدة وصنعاء لضمان الوصول للعاصمة سريعا لحمايتها.
- إعلام قادر على التبشير بمبادئ الثورة.

ووضح الكاتب انه في صباح يوم الأربعاء 26 سبتمبر 1962 م، والتي أعلنت فيه إذاعة صنعاء البيان الأول للثورة، والتي وضح فيها أهداف الثورة والتي تمثلت في :
- القضاء على النظام الفردى المطلق، والقضاء على النفوذ الاجنبى.
- انهاء الحكم الملكى وإقامة حكم جمهورى ديقراطى إسلامي، اساسه العدالة الاجتماعية في دولة موحدة تمثل ارادة الشعب.

ثم عرض ما ستفعله في المجال الداخلى للدولة، وفي المجال القومى العربي، واخيرا في المجال الدولى، وقام بعد ذلك بمجلس قيادة الثورة وعرض أهمية الجيش المصرى لتدعيم الجيش اليمنى، واوضح صعوبة المهمة المصرية، ودور القوات الجوية، وشهامة القائد الاردنى، وعرض سير المعارك، وحملة رمضان، وهجمات الملكيين، واوضح القمة العربية بالإسكندرية ومؤتمر أكويت التي تقابل فيها جمال عبد الناصر والملك فيصل، وكان لا يزال في اليمن 40000 جندي مصري وقتل قرابة 10000 جندي آخر، وانتقل إلى مؤتمر خمر، قمة جدة، واعتقال مجلس الوزراء اليمنى بالقاهرة، وانحسار شعبية السلال، كما بين الكاتب الوضع الاقتصادى في مصر، وعرص أسباب الانسحاب المصرى من اليمن، وحصار السبعين يوما، وختم الكاتب بكلامه عن أول رئيس للجمهورية العربية اليمنية في الفترة 1962-1967 وهو عبد الله يحيى السلال[وصلة مكسورة]، مع عرض بسيط لحياته.

## الثورة الإسلامية في إيران (1979-1988م)

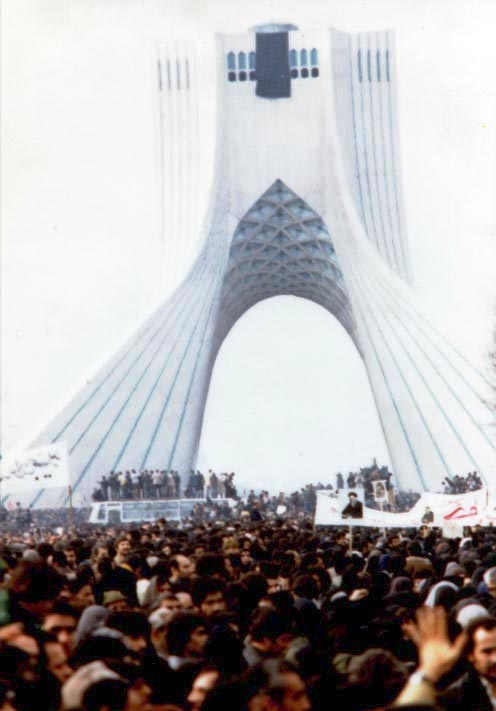

استهل الكاتب هذا الباب بمفهوم الثورة الإيرانية ومن قام بها، فاوضح انها ثورة قامت سنة 1979، وحولت إيران من نظام ملكى، تحت حكم شاه محمد رضا لتصبح جمهورية إسلامية عن طريق الاستفتاء، وكان مفجرها هو ايه الله الامام الخمينى، وانتقل الكاتب بعد ذلك إلى الحديث عن أسباب الثورة، ثم النجاحات التي قامها بها الخمينى، لينتهى منها ويبدا في التعريف بالخمينى ذاته، وما هو طريقه إلى الثورة، ليشرح للقراء الاوضاع في إيران قبل الثورة، ودور الاحتجاجات وهل ساعدت ام لا، ثم انتقل بنا إلى دور الولايات المتحدة وموقفها ازاء هذه الثورة، ليصل الكاتب إلى وصف خروج الشاه، وتسليم الخمينى السلطة، ليوضح لقرائه ما هي سياسة الخمينى والتي استشعر الديمقراطين بخيبات امل من هذه السياسة، وحاول الكاتب توضيح العلاقة بين إيران والغرب، كما عرض الانقلاب وكيف كان محاولة فاشلة، وعرض الكاتب الحرب بين إيران والعراق، وكيف كان حال إيران بعد الثورة، والتي اوضح فيها الكاتب ان على المستوى الدولى، ينظر إلى الثورة الإيرانية على أنها المسؤولة عن بدء حقبة الأصولية الخمينية، من حزب الله إلى تنظيم القاعدة إلى الجماعات الجهادية المتنوعة، وعلى المستوى الداخلى في إيران نفسها، لقيت بعض أهداف الثورة العامة نجاحات معقولة، في حين اهدافا أخرى مثل زيادة الحرية السياسية والمساواة الاقتصادية والاكتفاء الذاتى وتثقيف الجماهير لم تلق أي قناعة، وبالتالى كما أوضح الكاتب ان التذمر والاستبداد والفساد الذي انتشر في عهد الشاه وحاشيته، يوجه الآن ضد (الملالى في إيران) والخوف من البوليس السرى حل محلة الخوف من الحرس الثورى، ليختم الكاتب بعرض مختصر عن حياة (روح الله الموسوى الخمينى)، ايه الله الخمينى، هو راس الهرم...صاحب القرار الأول والاخير وأن أي حديث عن ضعف مركزه مجرد اوهام .

## الثورة الصناعية

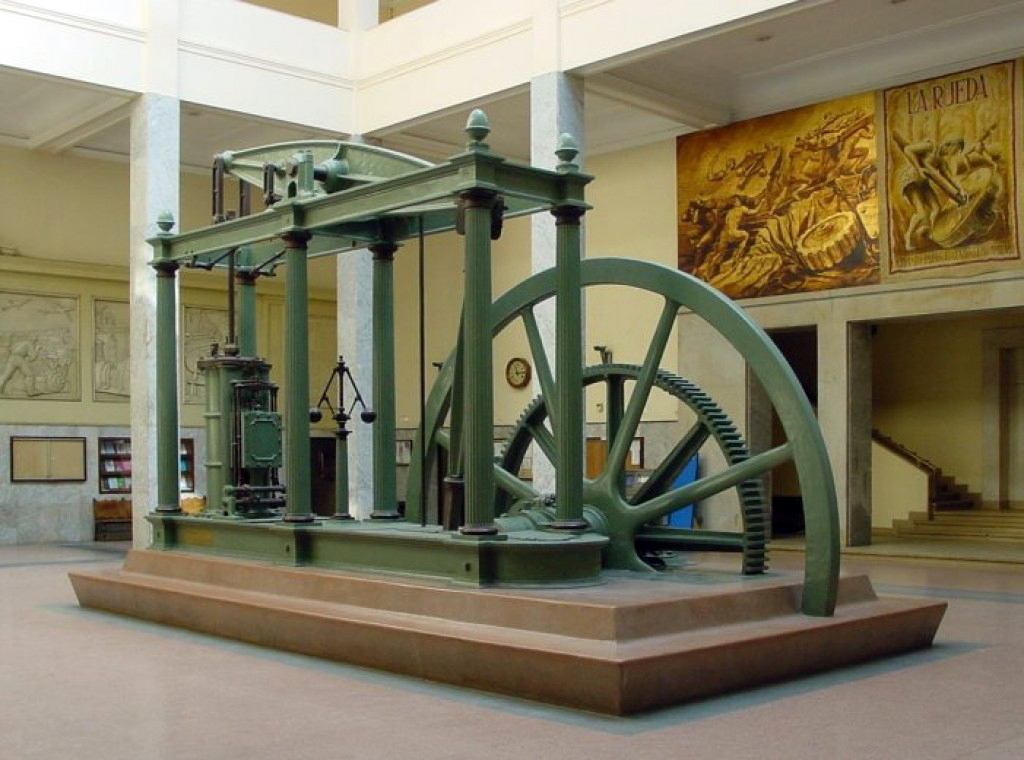
الآلة البخاريه

في نهاية الكتاب، ختم الكاتب هذا الكتاب بالحديث عن الثورة الصناعية، والتي وصفها الكاتب بانها من أهم الثورات البشرية في التاريخ واوضح ذلك لانها ثورة انصرفت نتائجها إلى كل البشر ولم تقتصر على مكان شعب معين، بل كل البشر استفادوا من تلك الثورة، وانتقل الكاتب إلى بدايه هذه الثورة التي كانت في بريطانيا خلال القرن الثامن عشر الميلادى، وانتقلت إلى أجزاء من أوروبا وأمريكا الشمالية في بداية القرن التاسع عشر الميلادى، ولم يكتفى الكاتب بذلك، بل شرح للقراء الحياة قبل الثورة الصناعية، والتي أكد فيها على أن النظام العائلى هو السائد في مجال التصنيع، وكان يوفر معظم المنتجات المصنعة قبل الثورة الصناعية، وبالتالى كانت العائلة بكاملها تعمل في البيت لصناعة الملابس، والمنتجات الأخرى، وأكد ان قبل الثورة الصناعية كان اقل من 10% من سكان أوروبا يعيشون في المدن، والباقون يعيشون في بلاد وقرى صغيرة منتشرة على امتداد الريف، ثم نمو الثورة الصناعية، وعرض مظاهر الثورة الصناعية المتمثلة في (صناعة النسيج)، والات الغزل، الات النسيج، المحرك البخارى، ومع ذلك لم يكن نظام الإله لينمو على نحو صحيح من قبل أن تاخذ الإله البخارية مكانتها كمصدر للطاقة المحركة بدلا من المصادر الاولية الأخرى، الفحم الحجرى والحديد، صناعة الحديد الأولى، انطلاق صناعة الحديد، النقل والمواصلات، الطرق، السكك الحديدية، وبعد ذلك اوضح الكاتب دور رأس المال والذي اوضح فيه ان المستثمرون الافراد لعبوا دورا حيويا في نمو الثورة الصناعية منذ البداية واكد انه خلال القرن الثامن عشر الميلادى حقق الكثير من التجار الانجليزثروة من الحروب الأوروبية، ومن تجارة الرقيق، وتطرق بعد ذلك إلى الحياة خلال الصناعية، الطبقة العاملة، الثورة الصناعية والتعليم، والتي اوضح فيها ان قبل الثورة الصناعية كان في إنجلترا جامعتان فقط هما (جامعة أكسفورد، وجامعة كمبردج)، لكن الثورة أبرزت الحاجة إلى المهندسين ونتيجة لذلك أصبح التعليم امرا حيويا وبالتالى قام بعض الافراد والجماعات بإنشاء بعض المكتبات والمدارس والجامعات، ثم انتقل إلى انتشار الثورة الصناعية والتي اوضحها الكاتب انها بدات في الانتشار في (بلجيكا، فرنسا، ألمانيا)، وختم الكاتب بالحديث عن الثورة الصناعية في الولايات المتحدة الأمريكية والتي أوضح فيها القفزات العملية الصناعية حيث أوضح انها كانت قفزات رهيبة غيرت مجرى تاريخ العالم.

## وصلات خارجية
- مقال : أعظم ثورة في القرن العشرين الثورة الجزائرية .
- مقال : الثورة الإيرانية والثورة المصرية.جريدة المصرى اليوم، بقلم: محمد أبو الغار.
- الهيئة العامة للاستعلامات -الثورات المصرية
- كتاب : نظرة في بعض قضايا الثورة اليمنية، تأليف الدكتور محمد على الشهارى ،1990
- دراسة :، الثورة الإيرانية، مركز الدراسات الاشتراكية - مصر، بقلم تيد غرانت (197)
- دراسات أخرى :، إطلالة على الثورات المصرية، الهيئة العامة للاستعلامات
- تاريخ مصر قبل الاحتلال البريطانى وبعده، تأليف المسيو تيدور رودشتين وتعريب الاستاذ على احمد شكرى
- مقالات : مقالات مختلفة للكاتب صلاح الامام